# خانات کریمه
خانات کِریمه (زبان تاتاری کریمه: Qırım Hanlığı، روسی: Крымское ханство، ترکی عثمانی: Kırım Hanlığı) دولتی بود که تاتارهای کریمه از ۱۴۴۱ تا ۱۷۸۳ میلادی بر آن حکومت می‌کردند. این دولت در شمال دریای سیاه و در جنوب اوکراین کنونی واقع بود و از سال ۱۴۷۸ به بعد تابع دولت عثمانی محسوب می‌شد. در سال ۱۷۷۴ پس از شکست عثمانی در جنگ با روسیه قرارداد کوچوک کاینارجا میان این دو کشور، خانات کریمه را به عنوان یک کشور مستقل به رسمیت شناخت.
خاقان‌های کریمه همگی نوادگان توغا تیمور، هجدهمین پسر جوچی فرزند بزرگ چنگیزخان، بودند. این خانات در میان بازماندگان اردوی طلایی مغولان، بیشترین مدت حیات را داشتند. حکومت خانات کریمه سرانجام در ۱۷۸۳ میلادی در زمان حکومت کاترین کبیر بدست امپراتوری روسیه فتح شده و ضمیمه این کشور شد.
پایتخت خانات کریمه شهر باغچه‌سرای بود که در شبه‌جزیره کریمه واقع شده است. این شبه‌جزیره در اصل جزئی از خاک اوکراین است که امروزه عملاً توسط روسیه ضمیمه شده است.